# The Ultimate Collection (Whitney Houston)
The Ultimate Collection è la terza raccolta di successi di Whitney Houston ed è stata pubblicata nel 2007.
Per la prima volta, i più grandi successi della Houston sono stati pubblicati in un unico CD. La raccolta ha venduto oltre un milione di copie nel Regno Unito.
Ad eccezione di "I'm Your Baby Tonight", le canzoni più dance contenute nella raccolta non sono state remixate ma sono presenti nelle loro versioni originali (mentre invece Whitney: The Greatest Hits raccoglieva svariati remix).
Tra febbraio e marzo 2012, in seguito all'improvvisa morte di Whitney Houston, the Ultimate Collection arrivò alla posizione numero 1 delle classifiche in Austria e in Irlanda.

## Tracce
1. I Will Always Love You – 4:27
2. Saving All My Love for You – 3:47
3. Greatest Love of All – 4:47
4. One Moment in Time – 4:44
5. I Wanna Dance with Somebody (Who Loves Me) – 4:50
6. How Will I Know – 4:34
7. So Emotional – 4:33
8. When You Believe – 4:33 – duetto con Mariah Carey
9. Where Do Broken Hearts Go – 4:36
10. I'm Your Baby Tonight – 4:12
11. Didn't We Almost Have It All – 4:35
12. Run to You – 4:25
13. Exhale (Shoop Shoop) – 3:22
14. If I Told You That – 4:06 – duetto con George Michael
15. I Have Nothing – 4:49
16. I'm Every Woman – 4:41
17. It's Not Right but It's Okay – 4:41
18. My Love Is Your Love – 3:55

## Classifiche
| Classifica        | Posizione massima |
| ----------------- | ----------------- |
| Argentina         | 1                 |
| Australia         | 3                 |
| Austria           | 1                 |
| Belgio (Vallonia) | 77                |
| Danimarca         | 4                 |
| Finlandia         | 16                |
| Francia           | 52                |
| Italia            | 5                 |
| Norvegia          | 4                 |
| Nuova Zelanda     | 2                 |
| Regno Unito       | 3                 |
| Spagna            | 28                |
| Svezia            | 10                |
| Svizzera          | 5                 |

### Classifiche di fine anno
| Classifica di fine anno (2012) | Posizione |
| ------------------------------ | --------- |
| Nuova Zelanda                  | 15        |